# Jacques Cambessèdes
Jacques Cambessèdes, né à Montpellier le 26 août 1799 et mort dans son domaine de Ferussac près de Meyrueis (Lozère) le 20 décembre 1863, est un botaniste et agronome français.

## Biographie
En mars-juin 1824, sur la suggestion de Jacques Gay et de Alexander von Humboldt, Cambessèdes explore les  Îles Baléares et en dresse le premier inventaire floristique.
Plusieurs espèces botaniques portent son nom, notamment Paeonia cambessedesii, une pivoine originaire de Majorque.

## Œuvres
- Enumeratio plantarum quas in insulis Balearibus…, Mémoires du Muséum d'Histoire Naturelle de Paris, vol. 14(9-10), 1827, p. 173-335. (disponible en ligne Biblioteca Digital Real jardin Botanico, CSIC, Madrid)
- Plantes usuelles des Brasiliens par M. Auguste de Saint-Hilaire, parties 9 à 14 (avec Adrien de Jussieu), Paris, Grimbert, 1827-1828
- Mémoire sur les familles des Ternstroemiacées et des Guttifères, Mémoires du Muséum d'Histoire Naturelle de Paris, vol. 16, 1828, p. 369-429.

### Sources
- l'Enciclopèdia